# Conchita Campbell
Pour les articles homonymes, voir Campbell.
Conchita Elizabeth Campbell est une actrice canadienne, née à Vancouver (Colombie-Britannique, Canada) le 25 octobre 1995.

## Biographie
Elle a tenu son premier rôle à 8 ans, dans un épisode de la série télévisée En quête de justice en 2003. Conchita Campbell est surtout connue pour son rôle dans la série télévisée Les 4400, où elle interprète un des personnages principaux : Maia Rutledge, une petite fille disparue depuis 1946 et revenue parmi les 4 400 avec le don de voir dans l'avenir.
Au cinéma, après plusieurs petits rôles, son premier rôle important est dans Scary Movie 4 en 2006.

## Filmographie

### Cinéma
- 2004 : Chasseur de têtes (Pursued) de Kristoffer Tabori : Alison Keats
- 2005 : Bob le majordome (Bob the Butler) de Gary Sinyor : Basketball Girl (scènes coupées)
- 2006 : Scary Movie 4 de David Zucker : Rachel Ryan
- 2014 : Sitting on the Edge of Marlene d'Ana Valine : Mandy Morris

### Télévision

#### Téléfilm
- 2003 : Un bateau de rêve (Wilder Days) de David M. Evans : Lexy Morse
- 2015 : Un couple parfait (Perfect Match) de Ron Oliver : Kate
- 2020 : Enquêtes gourmandes : Le secret du chef (The Gourmet Detective: Roux the Day) de Mark Jean : Heather

#### Série télévisée
- 2003 : En quête de justice (Just Cause) (saison 1, épisode 18 : Cache-cache) : Emma / Abigail
- 2004 - 2007 : Les 4400 (The 4400) (42 épisodes) : Maia Rutledge
- 2005 : Zixx (en) (saison 2, épisode 18 : Pet Project) : Freeda
- 2005 : Cold Squad, brigade spéciale (Cold Squad) : jeune April
  - (saison 7, épisode 12 : La Frange)
  - (saison 7, épisode 13 : Et la furie)
- 2007 : Supernatural (saison 2, épisode 11 : Maggie et Rose) : Maggie Thompson
- 2013 : Bates Motel : Kennedy  
  - (saison 1, épisode 01 : La Veuve noire)
  - (saison 1, épisode 07 : L'Homme de la chambre 9)

## Distinctions

### Nominations
- 2005 : Young Artist Awards de la meilleure performance pour une jeune actrice de moins de 10 ans dans une série télévisée dramatique pour Les 4400
- 2006 : Young Artist Awards de la meilleure performance pour une jeune actrice dans un second rôle dans une série télévisée dramatique pour Les 4400
- 2007 : Young Artist Awards de la meilleure performance pour une jeune actrice de moins de 10 ans dans une série télévisée dramatique pour Les 4400
- 2008 : Young Artist Awards de la meilleure performance pour une jeune actrice invitée dans une série télévisée dramatique pour Supernatural